# What About Now
What About Now ist das zwölfte Studioalbum der US-amerikanischen Rockband Bon Jovi. Es erschien am 8. März 2013 in verschiedenen Ländern, darunter Australien und Deutschland. Am 12. März wurde es in den USA veröffentlicht.

## Geschichte
Das Album wurde von John Shanks produziert. Neben Shanks und Jon Bon Jovi und Richie Sambora waren auch Billy Falcon und Desmond Child am Songwriting beteiligt. Das Album wurde bereits vor Richie Samboras Soloalbum Aftermath of the Lowdown fertiggestellt. Das Songmaterial umfasst verschiedene Elemente, die sowohl den älteren Werken der Band wie auch neueren ähneln. Sambora beschrieb es als „musikalische Evolution“. Als erste Single wurde Because We Can ausgekoppelt. Das Album erreichte Platz 2 der deutschen und britischen Charts und Platz 1 in den Vereinigten Staaten.

## Titelliste
| Nr. | Titel                         | Autor(en)                                  | Länge |
| --- | ----------------------------- | ------------------------------------------ | ----- |
| 1.  | Because We Can                | Jon Bon Jovi, Richie Sambora, Billy Falcon | 4:00  |
| 2.  | I’m with You                  | Bon Jovi, John Shanks                      | 3:44  |
| 3.  | What About Now                | Bon Jovi, Shanks                           | 3:44  |
| 4.  | Pictures of You               | Bon Jovi, Sambora, Shanks                  | 3:58  |
| 5.  | Amen                          | Bon Jovi, Falcon                           | 4:12  |
| 6.  | That’s What the Water Made Me | Bon Jovi, Falcon                           | 4:25  |
| 7.  | What’s Left of Me             | Bon Jovi, Sambora, Falcon                  | 4:35  |
| 8.  | Army of One                   | Bon Jovi, Sambora, Desmond Child           | 4:34  |
| 9.  | Thick as Thieves              | Bon Jovi, Sambora, Shanks                  | 4:57  |
| 10. | Beautiful World               | Bon Jovi, Falcon                           | 3:48  |
| 11. | Room at the End of the World  | Bon Jovi, Shanks                           | 5:02  |
| 12. | The Fighter                   | Bon Jovi                                   | 4:37  |

| Nr. | Titel                        | Autor(en)           | Länge |
| --- | ---------------------------- | ------------------- | ----- |
| 13. | With These Two Hands         | Bon Jovi, Falcon    | 3:58  |
| 14. | Into the Echo                | Bon Jovi, Falcon    | 5:04  |
| 15. | Not Running Anymore          | Bon Jovi            | 3:33  |
| 16. | Every Road Leads Home to You | Sambora, Luke Ebbin | 4:42  |

| Nr. | Titel                                                                                           | Autor(en)           | Länge |
| --- | ----------------------------------------------------------------------------------------------- | ------------------- | ----- |
| 13. | With These Two Hands                                                                            | Bon Jovi, Falcon    | 3:58  |
| 14. | Not Running Anymore (Jon Bon Jovi solo, Soundtrack Stand Up Guys)                               | Bon Jovi            | 4:43  |
| 15. | Old Habits Die Hard                                                                             | Bon Jovi            | 3:33  |
| 16. | Every Road Leads Home to You (Richie Sambora solo, veröffentlicht auf Aftermath of the Lowdown) | Sambora, Luke Ebbin | 4:42  |